# 野口三千三
野口 三千三（のぐち みちぞう、1914年（大正3年）11月16日 - 1998年（平成10年）3月29日）は、野口体操の創始者。東京芸術大学名誉教授。群馬県北群馬郡駒寄村出身。

## 略歴
- 1934年（昭和9年） - 群馬師範学校（群馬大学教育学部の前身）卒業。短期現役兵として5ヶ月入営した後に、群馬県高崎市の尋常小学校教師に着任。
- 1935年（昭和10年） - 文部省師範学校中学校高等女学校教員検定試験に全国最年少・首席で合格。
- 1936年（昭和11年） - 高崎中央尋常小学校高等科教師に着任。
- 1939年（昭和14年） - 群馬師範学校専攻科修了。高崎佐野尋常小学校教師に着任。
- 1943年（昭和18年） - 群馬師範学校教官に着任。
- 1944年（昭和19年） - 東京体育専門学校（東京教育大学体育学部、筑波大学体育専門学群の前身）助教授に着任。
- 1946年（昭和21年） - 江口隆哉・宮操子舞踊研究所に入門。
- 1948年（昭和23年） - 文部省の体育指導要領に創作舞踊導入のきっかけを作り、草案を担当。
- 1949年（昭和24年） - 東京芸術大学助教授。
- 1964年（昭和39年） - 「野口体操教室」を下落合俳協ビルにて主宰。後に教室は新宿に移動。野口氏他界後、教室は元の下落合俳協ビルに戻り現在に至る。
- 1978年（昭和53年） - 東京芸術大学教授。朝日カルチャーセンターにて野口体操の普及に努めた。
- 1982年（昭和57年） - 東京芸術大学名誉教授。

## 主な著書
- 『原初生命体としての人間』
- 『子どものからだは蝕まれている』
- 『野口体操・からだに貞く』
- 『野口体操・おもさに貞く』

## 野口体操に関する書籍
- 羽鳥操『野口体操・感覚こそ力』（1997年、柏樹社）
- 羽鳥操『野口体操入門　体からのメッセージ』（2002年、岩波書店）
- 羽鳥操『野口体操　ことばに貞く　野口三千三語録』（2004年、春秋社）
- 羽鳥操・松尾哲矢『身体感覚をひらくー野口体操に学ぶ』（2007年、岩波ジュニア新書）
- 羽鳥操『マッサージから始める野口体操』（2008年、朝日新聞出版）

## 映像資料
- 『アーカイブス 野口体操』野口三千三・養老孟司・羽鳥操（春秋社）

付属DVDに、野口本人による実演を交えた公演、および養老との対談を収録。